# Jokkmokks-Jokke
Bengt Simon "Jokkmokks-Jokke" Djupbäck (født Johansson 25. maj 1915, Djupbäcken i Jokkmokk sogn i den nuværende Jokkmokk kommune i Lapland - død 15. juni 1998, Nacka) var en svensk sanger og sangskriver. Han tog efternavnet Djupbäck i 1974 og i 1990'erne tilføjede det tidligere kunstnernavn Jokkmokks-Jokke som tredje fornavn. Han optrådte normalt i samisk kostume.

## Biografi

### 1915-1963: Opvækst og musikalsk start
Jokkmokks-Jokke voksede op under dårlige forhold. Forældrenes navne var Karl Fredrik og Maria Matilda Johansson. Parret havde i alt 11 børn, inklusive Jokkmokks-Jokke. Som 19-årig fik Jokkmokks-Jokke et job som tømrer og var en af dem, der deltog, da Inlandsbanans sidste søm blev slået ned i Kåbdalis i 1936. Derefter blev han maler hos SJ, stationeret i Östersund, inden han kom til kunstnerbranchen. Han kom til Stockholm i 1954, blev lanceret der af Topsy Lindblom og fik optræde i Nalen.

### 1963-1983: Gennembrud, bog og USA
Det store gennembrud kom i 1963, da han sang i valsen "Gulli-Gullan", som blev hans konstante følgesvend og signaturmelodi. Han optrådte i nogle filmer i løbet af 1960'erne, herunder Åsa-Nisse I Rekordform. I 1967 blev hans selvbiografi Tjosan! Sagan om vildmarkspojken, og han var på Svensktoppen i 1971 med sangen "Tillbaka Till Min Hembygd", fik sin første guldplade i 1972 og turnerede USA året efter. Rejsen strakte sig fra det svenske landskab i nord til Tijuana og Enzenada lidt ind i Mexico.

### 1983:Här Är Ditt Liv
Den 29. januar 1983 blev Jokkmokks-Jokke "kidnappet" af Lasse Holmqvist for det i Sverige populære tv-show Här är ditt liv. Der mødte han blandt andet (for første gang i over halvtreds år) sin gamle lærer fra skolen i Porsi. Mødet gjorde ham ked af at fortælle om hans for tidligt afsluttede skolegang og de efterfølgende vanskeligheder i arbejdslivet dette medførte. Det viste sig, at han i løbet af hele sit liv var ked af "paragraf 48", der henviste til den daværende grundskoles mindstekursus, og som betød, at nogle elever kunne afslutte skolen tidligt, enten på grund af fattigdom derhjemme eller på grund af manglende læringsevne. Fortalerne for dette afsnit hævdede, at skolearbejde fratog både fattige forældre og deres børn muligheden for at tjene til livets ophold gennem praktisk arbejde. Paragrafet blev først officielt afskaffet i 1955. Desuden sagde Jokkmokks-Jokke, at han modtog karakteren C i sang (dog ikke af den lærer, der deltog i programmet).

### 1983-1998: De sidste år
Jokkmokks-Jokke optrådte mange gange på hospitaler og plejehjem, og hans lønninger gik ofte til velgørenhed. Han havde også nogle plejebørn i udviklingslande, som han hjalp på forskellige måder. Foreninger rundt om i landet blev dannet med navnet "Jokkmokks-Jokkes Fan Club". Han gjorde sit sidste tv-optræden i Café Norrköping den 22. oktober 1993. I mange år var Jokkmokks-Jokke en af Sveriges mest populære kunstnere, der tiltrak pladepublikum ved hans forestillinger; måske ikke på grund af smuk sang, men på grund af entusiasme, ægthed, valgfrihed, naturlighed og glæde. I mange nationalparker brød han publikumsrekorder - rekord, der stadig er i dag. Hans hilsen "tjosan tjosan" blev legendarisk. I mange år havde Jokkmokks-Jokke også en konstant søjle i Expressen, som på det tidspunkt var Sveriges største aftenavis.
Han blev begravet i Vuollerim i samme grav som sin kone Hildur Djupbäck (1908–1995), som han havde været gift med siden 1939. På gravstenen læses "Jokkmokks-Jokke" efter hans eget ønske.
Et museum til minde om ham, Jokkmokks-Jokkes museum, blev åbnet i 1993 i hans hjemby Porsi. I Jokkmokk fører Jokkmokks-Jokkes väg til udsigtspunktet Storknabben.

## Diskografi
- 1967 - Jokkmokks-Jokke
- 1971 - Tillbaka Till Min Hembygd
- 1972 - Jag En Vandringsman Är
- 1974 - Stränga Din Lyra
- 1974 - Vildmarken Sjunger
- 1975 - Jerusalem
- 1978 - Delad Glädje Är Dubbel Glädje
- 1984 - Vägen Hem
- 1985 - Norrland Du Sköna
- 1988 - Gulli-Gullan Och 12 Andra Melodier